# Terceiro Céu (álbum)
Terceira Céu o décimo terceiro álbum de estúdio da cantora brasileira Fernanda Brum, lançado no dia 30 de maio de 2019 pela gravadora MK Music.
Para o ano de 2019, Fernanda preparou um projeto inédito, sendo gravado nos estúdios da Full Sail, na Flórida. A cantora gravou 10 faixas inéditas, além de uma música na língua inglesa com participação da cantora Shana Saint. As 11 canções foram divididas em 2 EPs, sendo o primeiro lançado no dia 30 de maio com o título Terceiro Céu, e o segundo em 2020 Águas Profundas.

No dia 3 de janeiro de 2020, a cantora lança o EP YouTube Music Night, contendo 4 canções gravadas ao vivo, sendo 2 de Terceiro Céu, foi gravado em um evento realizado pelo YouTube Space Rio em parceria com a MK Music, gravado em julho de 2019. Este é o primeiro trabalho gospel produzido e editado pela plataforma de vídeos YouTube.
| Fernanda Brum "Terceiro Céu" | Fernanda Brum "Terceiro Céu" |
| Avaliações da crítica        | Avaliações da crítica        |
| Fonte                        | Avaliação                    |
| ---------------------------- | ---------------------------- |
| Super Gospel                 | 3 de 5 estrelas.             |
| Só Resenha                   | 8 de 10 estrelas.            |

## Faixas
| N.º            | Título                            | Compositor(es)                                  | Duração |  |
| 1.             | "És Real pra Mim"                 | Pr. Lucas                                       | 05:49   |  |
| 2.             | "Limpe o Palco, Apague as Luzes"  | Emerson Pinheiro e Pr. Lucas                    | 06:16   |  |
| 3.             | "Deus me Fez Vencer (Knock Down)" | Isaac Brum, Deddy Coutinho e Livingston Farias  | 05:06   |  |
| 4.             | "Meu Chamado"                     | Fernanda Brum, Emerson Pinheiro e Dedy Coutinho | 04:14   |  |
| 5.             | "Eu Confio em Ti"                 | Emerson Pinheiro                                | 04:55   |  |
| 6.             | "I Will Trust In You"             | Emerson Pinheiro                                | 04:53   |  |
| Duração total: | Duração total:                    | Duração total:                                  | 27:45   |  |

| Terceiro Céu — Edição Playback |                                              |                                                 |         |  |
| N.º                            | Título                                       | Compositor(es)                                  | Duração |  |
| 7.                             | "És Real pra Mim (Playback)"                 | Pr. Lucas                                       | 05:36   |  |
| 8.                             | "Limper o Palco, Apague as Luzes (Playback)" | Emerson Pinheiro e Pr. Lucas                    | 04:41   |  |
| 9.                             | "Deus me Fez Vencer (Knock Down) (Playback)" | Isaac Brum, Deddy Coutinho e Livingston Farias  | 03:26   |  |
| 10.                            | "Meu Chamado (Playback)"                     | [Isaac Brum, Deddy Coutinho e Livingston Farias | 04:16   |  |
| 11.                            | "Eu Confio em Ti (Playback)"                 | Emerson Pinheiro                                | 04:56   |  |
| 12.                            | "I Will Trust In You (Playback)"             | Emerson Pinheiro                                | 04:54   |  |
| Duração total:                 | Duração total:                               | Duração total:                                  | 55:00   |  |

## Clipes
| Música                          | Lançamento           |
| ------------------------------- | -------------------- |
| És Real pra Mim                 | 29 de abril de 2019  |
| I Will Trust In Will            | 2 de julho de 2019   |
| Limpe o Palco, Apague as Luzes  | 22 de agosto de 2019 |
| Deus me Fez Vencer (Knock Down) | 16 de julho de 2020  |

## Prêmios e Indicações
Troféu Gerando Salvação
| Ano  | Categoria         | Trabalho                       | Resultado |
| ---- | ----------------- | ------------------------------ | --------- |
| 2019 | Melhor videoclipe | Limpe o Palco, Apague as Luzes | Indicado  |

## Ficha Técnica
- Produção Executiva: MK Music
- Produção Musical e Arranjos: Emerson Pinheiro
- Pianos e Teclados: Emerson Pinheiro
- Programações e Loops: Dedy Coutinho e Emerson Pinheiro
- Baixo: Dedy Coutinho
- Bateria na música "Limpe o palco, Apague as luzes": Serginho Herval

Na música "Meu Chamado": Renan Martins
Na música "Deus me fez vencer": Dan Needham
- Guitarras e violões: Duda Andrade, exceto na música

"Deus me fez Vencer": Tim Pierce e Duda Andrade
se
- Cordas nas músicas "Eu confio em Ti" e "I Will Trust in You"

Arranjos e Regência: Rafael Carvalho
- 1º Violino: Adriana Vinand
- 2º Violino: Dennys Serafim
- Viola: Carolina Luz
- Cello: Emily Cristina
- Produção Vocal: Dedy Coutinho
- Backing Vocal: Dedy Coutinho e Adelso Freire
- Engenheiro de Gravação e Mixagem: Darren Schneider At Full Sail